# Feltria minuta
Feltria minuta är en kvalsterart som beskrevs av Koenike 1892. Feltria minuta ingår i släktet Feltria och familjen Feltriidae. Inga underarter finns listade i Catalogue of Life.